# ERIH PLUS
ERIH PLUS, originariamente chiamato European Reference Index for the Humanities o ERIH, è un indice bibliografico delle riviste accademiche nell'ambito delle discipline umanistiche e delle scienze sociali, principalmente pubblicate in Europa.
L'indice comprende tutte le riviste che soddisfano i seguenti requisiti: «procedure esplicite per la revisione paritaria esterna (condotta da soggetti terzi); un comitato editoriale accademico i cui membri risultino affiliati a università o altre organizzazioni di ricerca indipendenti; un codice ISSN in corso di validità, confermato dal registro ISSN internazionale; abstract in inglese e/o un'altra lingua internazionale pertinente per il settore per tutti gli articoli pubblicati; informazioni su affiliazioni e recapiti di contatto degli autori; appartenenza alla medesima istituzione di una quota massima pari ai due terzi degli autori pubblicati nella rivista».
Istituito dalla Fondazione europea per la scienza, nel 2014 la titolarità del centro fu trasferita all'NSD - Centro norvegese per i dati di ricerca, principalmente perché gestisce già il registro norvegese per riviste scientifiche, le serie e gli editori. Allo stesso tempo, l'indice è stato esteso anche alle discipline delle scienze sociali e quindi ribattezzato ERIH PLUS.
L'obiettivo di ERIH PLUS è quello di accrescere la visibilità e la disponibilità di contenuti nel campo delle scienze umane e sociali. Oltre ai servizi di indicizzazione commerciale, viene fornita una copertura completa della comunicazione accademica e dell'editoria di settore, agevolando i ricercatori nell'attività di diffusione del loro lavoro nelle lingue nazionali e straniere.